# Bagi, the Monster of Mighty Nature
«Баги, монстр могучей природы» (яп. 大自然の魔獣 バギ Дайсидзэн но макэмоно Баги) — полнометражное научно-фантастическое аниме, автором сценария и режиссёром которого выступил Осаму Тэдзука. Премьерный показ картины состоялся в 1984 году на канале Nippon Television. Лента задумывалась Тэдзукой как протест против генной инженерии, набиравшей в то время обороты в Японии.

## Сюжет
Действие аниме начинается в некой латиноамериканской стране. Двадцатилетний наёмник по имени Рёсукэ Исигами вместе с мальчиком-проводником Тико собирается прикончить монстра Баги, который, по слухам, напал на деревню и растерзал почти всех местных жителей, в том числе и родителей Тико. Приехав на место, где зверя видели в последний раз, Рёсукэ рассказывает своему проводнику, что знаком с Баги и имеет с ней давние счёты.
Когда Рё был маленьким, его отец принёс домой котёнка, которого он нашёл неподалёку от лаборатории, где работала его жена-биолог, мать Рёсукэ. Несмотря на необычный внешний вид, котёнок понравился малышу, Рё привязался к своей питомице и дал ей кличку Баги. Спустя некоторое время в поведении Баги стали намечаться странности — она проявляла несвойственный домашним животным уровень интеллекта, научилась танцевать, подражая гимнастической телепередаче и даже писать собственное имя. Взрослые заметили неладное, и Баги пришлось на некоторое время покинуть Рёсукэ.
Спустя десять лет, когда Рёсукэ исполнилось пятнадцать, он ездил по ночному городу со своими друзьями на мотоцикле. Их байкерская банда встретила на дороге загадочную девушку в плаще. Некоторые из товарищей Рё начали приставать к ней, но та неожиданно смело даёт отпор, и, расцарапав грубиянов до крови, убегает, никого серьёзно не покалечив. Разъярённый лидер байкеров вместе со своей бандой находит логово незнакомки в заброшенном доме на окраине города, чтобы ей отомстить, но и в этот раз неизвестная в плаще нападает на них и избивает до полусмерти, оставив нетронутым только Рёсукэ. Когда девушка снимает свой плащ, её внешний вид заставляет опешить Рё — она оказывается наполовину человеком, наполовину кошкой. Баги называет Рёсукэ по имени, тот садится на свой мотоцикл и в ужасе едет домой.
Когда Рёсукэ возвращается в свою комнату, девушка-кошка запрыгивает к нему через окно и говорит, что она и есть Баги, которую он лелеял в детстве, но сейчас она выросла и просит Рё помочь ей узнать о своём происхождении, поскольку Рёсукэ для неё единственный друг на свете. Рёсукэ признаёт Баги и соглашается подвезти её к центру SuperLife, где работает его мать. Преодолев заборы с колючей проволокой и поле с самонаводящимися лазерами, Баги и Рёсукэ попадают внутрь научно-промышленного комплекса. Там они находят киборгов с головами разных животных и оранжерею с движущимися растениями, которые пытаются убить Рёсукэ, но Баги вовремя приходит ему на помощь, разломав ветви мощным хвостом. Добравшись до кабинета директора, герои требуют ответа на свои вопросы. Директор проливает свет на тайну Багиного происхождения: она — генетически модифицированный организм, созданный из американской пумы, в ДНК которой были примешаны человеческие гены, и её создателем является мать Рёсукэ, профессор Исигами. Во время землетрясения из лаборатории сбежали пятнадцать подопытных животных, четырнадцать из которых солдатам удалось пристрелить. Пума, мать Баги, жертвуя собой, спасает котёнка, которого впоследствии и подбирает отец Рёсукэ.
Узнав, что её родители убиты, а сама она — монстр, Баги расстраивается, но Рёсукэ утешает её. Вместе они намереваются покончить с бесчеловечными экспериментами, и Баги заставляет директора при помощи гипноза отправить её в сопровождении Рёсукэ в Южную Америку, куда профессор Исигами была направлена в командировку для работы над новым проектом. Во время перелёта сотрудники SuperLife по приказу директора пытаются задушить Баги при помощи генно-модифицированного кактуса, но Рёсукэ спасает её, порубив растение на куски, после чего их обоих вышвыривают за борт самолёта. Баги, смастерив во время падения парашют из лиан и куска брезента, спасает Рёсукэ, но тот получает серьёзные повреждения и теряет сознание на несколько дней. Всё это время Баги ухаживает за ним в джунглях, зализывая раны и укрывая от дождя. Оправившись после падения, герои решают продолжить поиски матери Рё. Баги гипнотизирует водителя грузовика, чтобы он отвёз их к месту назначения. По дороге к исследовательской лаборатории «Кукарача» их останавливают военные, отлавливающие повстанцев, которые опознают Баги с Рёсукэ и привозят обоих к профессору Исигами.
Работая на правительство, мать Рёсукэ выводит новый сорт риса, который является смертельным ядом для животных и человека. Президент Монике желает запустить его в массовое производство, чтобы накормить им повстанцев и своих политических противников, в ответ на возражения учёной Монике грозит натравить на неё собак. В плену Баги разучивается говорить и ходить на двух ногах, не теряя при этом остальных человеческих качеств и способности к гипнозу. Рёсукэ, заручившись поддержкой наёмника Бонда, освобождает её и решает бежать с ней из лаборатории, однако затем он видит Баги, выбегающую из центра с кульком в зубах, а на пороге научного комплекса — свою израненную мать, которая вскоре умирает у него на руках. Считая Баги виновной в смерти матери, Рёсукэ в сердцах клянётся найти и убить монстра, а Бонд соглашается обучить его стрельбе.
Спустя пять лет в салуне к Рёсукэ подходит человек из правительства и нанимает его для охоты на Баги. Наводку о её местонахождении Рёсукэ даёт Тико, который тоже надеется отомстить Баги. По приезде в деревню выясняется, что селян растерзали обычные горные львы, а вовсе не Баги. Тико показывает Рёсукэ дорогу к водопою, где в последний раз видел Баги, неподалёку от которого располагается пещера. Всё это время войска Монике следили за Рёсукэ, поскольку истинной их целью был ядовитый рис, который они намереваются прорастить, а вовсе не Баги. Теперь, когда Рё привёл солдат к логову, начинается штурм. Отправившиеся в пещеру солдаты оказываются загипнотизированными и открывают огонь по своим, оставшихся в живых Баги добивает врукопашную, уничтожив по ходу два боевых вертолёта. Только лишь обезоружив Рёсукэ, Баги не стала его калечить и гипнотизировать, но последний пользуется ситуацией и ранит её ножом. Сделав дело, он снимает с шеи Баги мамину брошь, в которой спрятана предсмертная записка профессора Исигами, где она разъясняет, что отправила Баги с ядовитым рисом подальше от цивилизации, и та вовсе не причиняла ей вреда. Убитый горем, Рёсукэ долго рыдает над телом Баги, после чего накрывает его куском ткани и возвращается к салуну. Наутро Тико и Рёсуке обнаруживают, что Баги исчезла, а рядом видны её следы, ведущие в горы. Рёсуке радуется тому, что Баги выжила, и обещает молиться за неё.

## Персонажи
Рёсукэ Исигами
Молодой японец, отцом которого является криминальный репортёр, а матерью — профессор биологии. Мать не любила распространяться о своей работе на государство и не уделяла ребёнку должного внимания. В возрасте пятнадцати лет примкнул к банде байкеров, к двадцати годам стал охотником за головами. В детстве считал Баги своим домашним животным, много позже — членом семьи. Сэйю: Иноэ Кадзухико
Баги
Существо, выведенное с помощью генной инженерии, исходными видами являются американский горный лев и Человек разумный. В процессе развития её интеллект стал равен человеческому, а физическая сила намного превзошла силу больших кошек, также проявились сверхъестественные способности к телепатии и гипнозу. Баги любит Рёсуке, как никого другого, поэтому зареклась использовать на нём гипноз и не смогла убить, даже когда её жизни угрожала опасность. Сэйю: Симадзу Саэко
Профессор Исигами
Мать Рёсукэ и создательница Баги. Мировоззрение матери сциентично, она считает, что наука призвана решить все человеческие проблемы. Как ведущий профессор центра SuperLife она занималась исследованиями в области бионики и генной инженерии растений и животных. Баги задумывалась ей как идеальное домашнее животное, но интеллект девушки-кошки превзошёл все ожидания. Встав перед выбором между жизнью людей и продолжением карьеры, профессор Исигами меняет своё отношение к миру. В своей предсмертной записке мать просит прощения у своего сына за то, что была плохим учёным и плохой матерью. Сэйю: Масако Икэда

## Прокат
Аниме предназначалось для трансляции по телевидению и никогда не показывалось на большом экране. В некоторых странах за пределами Японии картина была выпущена на DVD, но и там заметного успеха не снискала. Основными источниками распространения аниме «Баги, монстр могучей природы» по-прежнему остаются интернет-сайты с любительскими переводами, в том числе YouTube.